# Jiang Yiyan

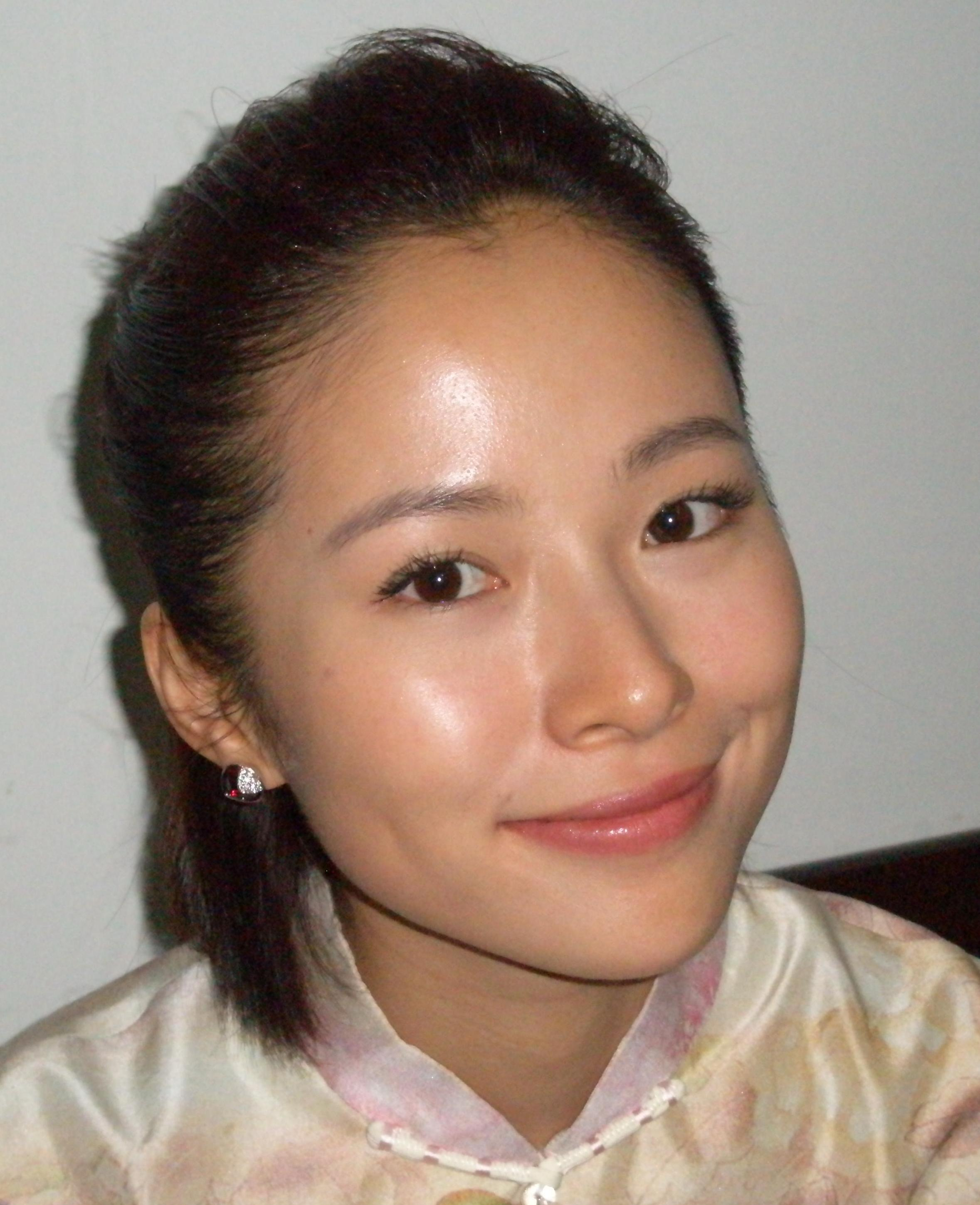
Jiang Yiyan nell'ottobre 2009

Jiang Yiyan, nata Jiang Yan (Shaoxing, 11 settembre 1983), è un'attrice e cantante cinese.

## Biografia
Jiang Yiyan intraprende i primi passi nel campo della recitazione nel 1999, e nel 2002 viene ammessa alla Beijing Film Academy. A partire dallo stesso anno prende parte a numerose serie televisive e pellicole, tra cui La congiura della pietra nera (2010), Jiazhuang qinglu (2011), The Bullet Vanishes (2012) e il suo seguito Xiaoshi de xiongshou (2015).